# Kwaja (langue)
Pour les articles homonymes, voir Kwaja.
Le kwaja est une langue bantoïde méridionale des Grassfields du groupe Nkambe parlée dans le Nord-Ouest du Cameroun, le département du Donga-Mantung, l'arrondissement de Nkambé.
En 2000, on dénombrait environ 2 980 locuteurs.